# ان‌جی‌سی ۲۳۷
ان‌جی‌سی ۲۳۷ (انگلیسی: NGC 237) نام یک کهکشان مارپیچی در صورت فلکی نهنگ است.